# Cryptalaus eryx
Cryptalaus eryx is een keversoort uit de familie kniptorren (Elateridae). De wetenschappelijke naam van de soort is voor het eerst geldig gepubliceerd in 1874 door Ernest Candèze.